# Saison 2 de La Fête à la maison : 20 ans après
Chronologie
Saison 1 Saison 3
Cet article présente le guide des épisodes de la deuxième saison de la série télévisée La Fête à la maison : 20 ans après.

## Généralités
- L'ensemble de la saison est disponible depuis le 9 décembre 2016 sur Netflix.

## Distribution

### Acteurs principaux
- Candace Cameron Bure (VF : Virginie Kartner) : D.J. Tanner-Fuller
- Jodie Sweetin (VF : Flora Kaprielian) : Stephanie Tanner
- Andrea Barber (VF : Natacha Muller) : Kimmy Gibbler
- Michael Campion (VF : Catherine Desplaces): Jackson Fuller, le fils de D.J., 13 ans
- Elias Harger (VF : Gwenaëlle Jegou): Max Fuller, le fils de D.J., 7 ans
- Soni Nicole Bringas (VF : Adeline Chetail): Ramona Gibbler, la fille de Kimmy, 13 ans
- Dashiell et Fox Messitt : Tommy Fuller, Jr., le bébé de D.J.
- Juan Pablo Di Pace (en) (VF : Loic Houdré): Fernando, ex-mari de Kimmy

### Acteurs récurrents
- Ashley Liao (VF : Corinne Martin): Lola
- John Brotherton (VF : Stéphane Pouplard): Dr Matt Harmon
- John Stamos (VF : Olivier Destrez) : Jesse Katsopolis
- Scott Weinger (VF : Erwan Zamor) : Steve Hale, ex petit ami de D.J.

## Liste des épisodes

### Épisode 1:Bienvenue à la maison
- : 9 décembre 2016 sur Netflix[1]

### Épisode 2:Une mère poule
- : 9 décembre 2016 sur Netflix

### Épisode 3:Un premier baiser pas terrible
- : 9 décembre 2016 sur Netflix

### Épisode 4:La pire maison d'Halloween
- : 9 décembre 2016 sur Netflix

### Épisode 5:Papa toutou
- : 9 décembre 2016 sur Netflix

### Épisode 6:Il faut sauver Thanksgiving
- : 9 décembre 2016 sur Netflix

### Épisode 7:Les girl talk
- : 9 décembre 2016 sur Netflix

### Épisode 8:Qui aurait pu imaginer
- : 9 décembre 2016 sur Netflix

### Épisode 9:Les meilleurs parents
- : 9 décembre 2016 sur Netflix

### Épisode 10:Les New kids
- : 9 décembre 2016 sur Netflix

### Épisode 11:La soirée des anciens élèves
- : 9 décembre 2016 sur Netflix

### Épisode 12:Casse-noisette
- : 9 décembre 2016 sur Netflix

### Épisode 13:Un bébé pour le réveillon
- : 9 décembre 2016 sur Netflix